# 寿都鉄道
寿都鉄道（すっつてつどう）は、1918年（大正7年）に創業、1920年（大正9年）に開業し、1968年（昭和43年）まで北海道寿都郡黒松内町の黒松内駅から同郡寿都町の寿都駅を結んでいた鉄道路線、およびそれを運営していた鉄道会社である。
1968年当時に廃業した中小私鉄は珍しくはなかったが、資本金2000万円の会社の負債が2億5000万円に膨れ上がり、未払い賃金が長期にわたり発生するなど、最も悲惨な例として知られる。

## 歴史

### 設立の経緯
寿都湾に面する寿都町は、ニシン漁のおかげで明治の頃からにぎわった町で、鉄道開通前の1918年には黒松内駅から乗合馬車が運行していた。料金は60銭で所要2時間、冬には馬橇で2時間半かかった。
寿都町には函館 - 小樽間鉄道（函館本線）に連絡する支線を敷設して欲しいという要望があり、ことあるごとに関係機関に要請が行われていた。しかし、鉄道敷設に必要な国会の議決が早急には得られなかったため、民間で設立した後に政府に買い上げてもらうこととした。1918年2月13日付けで鉄道免許状が下付され、同年8月20日に、寿都で獲れるニシンや鉱産物の輸送等を目的として「寿都鉄道株式会社」が設立された。資本金は50万円であった。このとき設立にあたったのは畑金吉。畑は福井県三国の出身で、新聞記者を経て政治の世界に入り立憲同志会北海道支部設立のため渡道していた。この選挙運動の際に寿都町の有力者である中田忠治、土谷重右衛門らから町の繁栄には鉄道は不可欠との申出を受け鉄道敷設運動に加わることになったという。また重役として函館・小樽の実業家が名を連ねていた。1919年7月に起工されたが、第一次世界大戦の影響で資材が高騰し、建設費は資本金の倍となる90万円近くになってしまい不足分は金融機関からの借入金によった。また機関車などの車両は鉄道省から払下げを受けることになった。

### 開通から休止まで
1920年10月24日に鉄道路線が開通した。27日には役人や名士を招待し寿都駅前で開通式を挙行し、提灯行列や花火打上げなど町を挙げての余興がおこなわれた。27・28日は無料運転となり7170形機関車が走った。旅客と貨物輸送を行い、利用客は年間10 - 13万人前後、1946年のピーク時には31万人を運んだ。また、ニシン輸送の際には、魚油で列車がスリップしたというエピソードもあったらしい。畑金吉は、政府に買い上げてもらうために、国会がある度に議員全員に陳情を行ったが、それが実現されることはなかった。一方、事業資金債務は13年で償還し終え、順調な経営を進めていた。しかし、第二次世界大戦後、物価・人件費は高騰するのに対して、運賃は物価庁からの許可が得られず数年間据え置かれたままであったことから、経営が次第に悪化し始めた。1952年には経費削減の一環として、燃費のいいディーゼル機関車が導入されたりした（営業用としては北海道初）。しかし、鉱山の閉山、ニシン漁の衰退、道路整備によるトラック輸送の増加、バス運行による鉄道利用客の減少により経営は悪化する。1965年のダイヤ改正以降は1日に1往復に減らされたが、冬期は除雪費用が出せず運休し、鉄道が運行できたのは年間300日未満であったという。運行できたとしても黒松内駅に国鉄の臨時列車があるとホームが使用できないため、黒松内行きは旅客扱いをしないという有様であった。それでも岩内線と連絡して函館本線の勾配緩和別線にする計画が存在していて、日本国有鉄道による買収を期待しながらバスやタクシー・砕石など経営の多角化を図った。1968年4月19日付けの北海道新聞夕刊の特集記事「消えてゆく私鉄」で寿都鉄道が取り上げられ、「十九世紀、アメリカ・ボールドウィン社製機関車。全国の鉄道ファンがたずねてくると、機関庫から引き出して見せるだけが仕事の三人の機関区員」「ニシン漁、鉱山で、かつて栄えた寿都鉄道。いまは犬クギも抜け、まくら木は朽ちて”馬の散歩道”。客貨混合でダイヤが不定のため、走れば乗客から苦情続出－という。」「一日の乗客わずか10人。それも一月一日から”雪害”で運休のまま。線路の雪は消えたのに、機関車は目ざめる気配もなかった」と報じられ、この時点で既に実質的な運休状態であったことが分かる。会社では同年4月30日に運輸省に対して全線運休の申請を出し、この頃に鉄道部門の従業員20名を解雇している。運輸審議会の答申を経て同年8月14日に運輸相が運行休止の許可を出しているが、前述の通り前年の1967年後半頃から実質的な運休状態となっており、最終運行日がいつであったかははっきりしない。

### 生産管理闘争
1968年4月、鉄道部門が閉鎖され20人が解雇される。鉄道部門閉鎖後は、残ったバス部門だけで、寿都-黒松内-長万部などの路線を細々営業したが、賃金の未払いは続いた。業を煮やした組合は10月よりバスの運行の自主管理を始める。日銭を会社側に納金していては負債の返済に使われ、組合員の懐に入らないと考えたのだ。1日の運賃収入は約3万円、燃料代6000円を差し引いた残額を組合員14名と臨時雇いのバス車掌で分け合った。会社側もこれを黙認した。しかし、11月に入るとスノータイヤを購入する資金もなく暖房費用も賄えないほどとなる。組合員の中からは退職し失業保険で冬を食いつなごうと考える者も出たが、約2年間にわたり失業保険の掛け金60万円が払い込まれていないことが判明する有様であった。

### 会社清算
休止中の鉄道路線は1972年5月11日付けでに正式に廃止許可となり、会社も清算されることとなった。バス事業はそれに先立つ1968年に北海道中央バスに500万円で移管されているが、路線免許の売買は正式にはできず、いわば裏取引であった（その後、1978年にニセコバスへ路線譲渡）。譲渡金の500万円は未払いの給与に充てられた。同年11月19日、ついにバス部門も閉鎖となった。退職金は支払われなかったが、私鉄総連が救済のためカンパを呼びかけ、全国の傘下組合から集められた支援金が送られたという。また失業保険は会社が未納分を分割払いで支払う約束ができ、支給された。なお、1985年6月6日のNHKニュースでの特集「まぼろしの西海岸鉄道」では、寿都鉄道社長が「岩内線延長による用地買収を期待して会社組織を残してきたが、同月30日をもって岩内線が廃止されることから会社をこれ以上存続させる意味がなくなった」と述べていた。
寿都鉄道株式会社の閉鎖登記簿を見てみると、正式の会社解散決議は、1987年7月20日の株主総会によってなされている。当時の商法によれば、株式会社は株主総会で会社の解散決議をした後、清算手続に入り、その手続の終了後、清算結了の登記をするのだが、清算結了の登記がなされておらず、2004年3月8日、商業登記規則第81条第1項第1号の規定（解散の登記をした後10年を経過したとき）により登記官の職権で閉鎖されている。なお寿都町では保有していた株式全10万円分の権利を放棄することを2009年の町議会において可決している。

## 路線

### 路線データ
- 路線距離（営業キロ）：黒松内 - 寿都 16.5km
- 軌間：1067mm
- 駅数：5駅（起終点駅含む）
- 複線区間：なし（全線単線）
- 電化区間：なし（全線非電化）
- 閉塞方式：票券閉塞式

### 駅一覧
事業者名・駅の所在地は廃止時点のもの。全駅北海道に所在。
| 駅名     | 駅間キロ | 営業キロ | 接続路線               | 所在地         |
| -------- | -------- | -------- | ---------------------- | -------------- |
| 黒松内駅 | -        | 0.0      | 日本国有鉄道：函館本線 | 寿都郡黒松内町 |
| 中の川駅 | 3.9      | 3.9      |                        | 寿都郡黒松内町 |
| 湯別駅   | 6.0      | 9.9      |                        | 寿都郡寿都町   |
| 樽岸駅   | 3.4      | 13.3     |                        | 寿都郡寿都町   |
| 寿都駅   | 3.2      | 16.5     |                        | 寿都郡寿都町   |

## 輸送・収支実績
| 年度 | 輸送人員（人） | 貨物量（トン） | 営業収入（円） | 営業費（円） | 営業益金（円） | その他損金（円）   | 支払利子（円） | 政府補助金（円） | 拓殖補助金（円） |
| ---- | -------------- | -------------- | -------------- | ------------ | -------------- | ------------------ | -------------- | ---------------- | ---------------- |
| 1920 | 17,775         | 2,500          | 12,534         | 12,463       | 71             |                    |                |                  |                  |
| 1921 | 118,053        | 23,071         | 86,097         | 104,511      | ▲ 18,414       |                    |                |                  |                  |
| 1922 | 108,289        | 15,688         | 70,562         | 92,231       | ▲ 21,669       |                    |                |                  |                  |
| 1923 | 99,180         | 13,323         | 66,384         | 83,071       | ▲ 16,687       | 7,111              | 32,559         | 42,949           | 38,735           |
| 1924 | 99,961         | 14,530         | 68,012         | 80,014       | ▲ 12,002       | 雑損10             | 30,530         | 43,342           | 26,005           |
| 1925 | 98,688         | 17,366         | 69,899         | 80,983       | ▲ 11,084       | 拓殖補助金返納29   | 29,447         | 43,439           | 26,093           |
| 1926 | 108,640        | 19,906         | 76,885         | 87,374       | ▲ 10,489       | 雑損867            | 27,854         | 43,618           | 26,171           |
| 1927 | 97,222         | 18,334         | 68,920         | 88,331       | ▲ 19,411       | 雑損3              | 27,146         | 43,750           | 35,117           |
| 1928 | 99,203         | 16,100         | 69,333         | 91,607       | ▲ 22,274       |                    | 25,625         | 42,857           | 35,037           |
| 1929 | 107,637        | 19,508         | 78,083         | 86,713       | ▲ 8,630        | 償却金及雑損35,561 | 23,561         | 43,887           | 35,110           |
| 1930 | 94,149         | 15,592         | 67,134         | 87,776       | ▲ 20,642       | 償却金34,200       | 21,422         | 35,749           | 43,624           |
| 1931 | 80,516         | 13,716         | 63,219         | 80,417       | ▲ 17,198       | 償却金39,500       | 19,423         |                  | 79,647           |
| 1932 | 79,152         | 12,959         | 56,991         | 72,418       | ▲ 15,427       | 雑損3              | 16,790         |                  | 79,917           |
| 1933 | 82,391         | 12,280         | 58,893         | 75,317       | ▲ 16,424       | 雑損その他41,882   | 14,359         | 75,995           |                  |
| 1934 | 95,460         | 15,558         | 66,240         | 78,905       | ▲ 12,665       | 雑損償却金44,699   | 11,494         |                  | 77,254           |
| 1935 | 99,952         | 24,931         | 75,053         | 80,502       | ▲ 5,449        | 雑損償却金35,094   | 9,202          |                  | 53,685           |
| 1936 | 87,523         | 23,676         | 74,161         | 87,292       | ▲ 13,131       | 雑損3,317          | 4,818          |                  |                  |
| 1937 | 98,629         | 32,866         | 84,817         | 84,676       | 141            | 雑損5,849          | 3,818          | 17,684           |                  |
| 1939 | 136,200        | 35,496         |                |              |                |                    |                |                  |                  |
| 1941 | 190,238        | 47,356         |                |              |                |                    |                |                  |                  |
| 1943 | 238,129        | 50,820         |                |              |                |                    |                |                  |                  |
| 1945 | 240,257        | 38,485         |                |              |                |                    |                |                  |                  |
| 1949 | 219,328        | 37,255         |                |              |                |                    |                |                  |                  |
| 1952 | 110,907        | 50,420         |                |              |                |                    |                |                  |                  |
| 1958 | 114千          | 57,194         |                |              |                |                    |                |                  |                  |
| 1963 | 78千           | 36,437         |                |              |                |                    |                |                  |                  |
| 1966 | 4千            | 30,604         |                |              |                |                    |                |                  |                  |

- 鉄道院鉄道統計資料、鉄道省鉄道統計資料、鉄道統計資料、鉄道統計、国有鉄道陸運統計、地方鉄道軌道統計年報、私鉄統計年報各年度版

## 車両

### 蒸気機関車
1
旧鉄道院7170形7170。1920年開業時に入線。1950年の旧鉄道院7170形7171の2（後述）との正面衝突により翌1951年事故廃車
2
旧鉄道院7170形7171。1920年開業時に入線。1950年の1との正面衝突により翌1951年事故廃車
5552
旧鉄道省5500形5552。1938年12月入線。1951年廃車
9046（初代）
旧国鉄9040形9046。1950年4月2日竣功。1953年10月、2代目9046（旧9045）と振替
7223
旧定山渓鉄道7223（←鉄道院7200形7223）。1951年入線。1953年廃車
7224
旧定山渓鉄道7224（←鉄道院7200形7224）。1951年入線。1952年廃車
7205
旧国鉄7200形7205。1952年入線。1958年廃車
9046（2代）
旧雄別炭礦鉄道9045（←鉄道省9040形9045）。1953年10月、初代9046と振替。1958年12月10日廃車
8105（初代）
旧定山渓鉄道8105（←鉄道院8100形8105）。1958年12月入線。1963年6月、2代目8105（旧8111）と振替
8108（初代）
旧定山渓鉄道8108（←鉄道院8100形8108）。1958年12月入線。1963年6月、2代目8108（旧8119）と振替
8105（2代）
旧茅沼炭鉱8111（←鉄道院8100形8111）。1963年6月、初代8105と振替。廃止時まで在籍
8108（2代）
旧茅沼炭鉱8119（←鉄道院8100形8119）。1963年6月、初代8108と振替。廃止時まで在籍

### ディーゼル機関車
DB511
1952年汽車製造製のL形機械式ディーゼル機関車（製造番号2723）。1953年3月竣功。1966年8月廃車。釧路の丸彦渡辺建設に売却
DC512
1955年汽車製造製のL形液体式ディーゼル機関車（製造番号2746）。1956年3月竣功。廃止時まで在籍

### 気動車
キハ1
1932年汽車製造製の機械式気動車。もとは成田鉄道（2代）ヘテ301で、東武鉄道キサ11を経て、1954年に入線。廃止時まで在籍

### 客車
ロ1 → フロハ1 → ハ1
ロ2 → フロ2 → ハ2
開業時に用意された1903年鉄道作業局新橋工場製の木造2軸客車。ロ188、172として新製され、払下げ時はロ435、439で、寿都ではロ1、2と称した。1914年度中にロ1はフロハ1となり、ロ2はフロ2となった。その後、戦時中にフロハ1は国鉄五稜郭工機部で、フロ2は苗穂工機部で車体更新され、ハ1、2となった。1956年10月廃車。
ハ3, ハ4
開業時に用意された1893年、1894年平岡工場製の木造2軸客車。参宮鉄道に4、5として新製され、払下げ時はハ2356、2357であった。1956年10月廃車。
ハ5
1930年5月入線の木造2軸客車。もとは1898年新潟鉄工所製の北越鉄道ハ37で、払下げ時はハ2357であった。1956年10月廃車。
ハ6（初代）
1940年11月入線の木造2軸客車。もとは1902年汽車製造製の参宮鉄道「は54」で、払下げ時はハ2398であった。1956年10月廃車。
ニ1
1936年7月入線の木造2軸客車。1906年日本鉄道大宮工場製の「に82」として新製され、払下げ時はニ4306であった。1956年10月廃車。
オハ8518
1952年11月入線の木造3軸ボギー客車。もとは1909年11月鉄道院オイ8→オイ9231→ナロハ9416→オロハ8231→オハ8518ということになっているが、実車はオイ5→オイ9251→ナイロフ7882で、戦時中の通勤車改造の際入れ替わったらしい。廃止時まで在籍したことになっているが、現車は解体済みであった。
ハ21 → ハ6（2代）
1957年3月入線の半鋼製片ボギー式客車。もとは1930年汽車製造東京支店製の北九州鉄道キハ7で、国有化によりキハ5024となり、下野電気鉄道、東武矢板線キサ24→キサ21を経て、寿都入りしたもの。書類上、初代ハ6の車籍を引き継いでおり、入線時の番号はハ21であったが、後に2代目ハ6に改番された。廃止時まで在籍。
ユニ1
1954年10月に入線した半鋼製2軸客車。もとは1932年日本車輌製造東京支店製の相模鉄道（現在の相模線）キハ101で、同線の国有化に際して神中線（現在の相模鉄道本線）に転じ、電化にともなって余剰となっていたものを譲り受けた。

## バス
前述のとおり、鉄道は末期には寿都行きのみ1便の運行であったが、鉄道を補完するためバスの運行を行っていた。路線は寿都駅から中の川駅、黒松内駅を経由して長万部町の国縫駅まで結んでいた。北海道中央バスへ路線を移譲した際、長万部駅までの運行となったため、その後の北海道中央バス、ニセコバスの時刻表には1997年頃まで長万部駅乗り継ぎの函館バスの時刻が掲載されていた。